# Strychnos ledermannii
Strychnos ledermannii är en tvåhjärtbladig växtart som beskrevs av Ernest Friedrich Gilg och Benedict. Strychnos ledermannii ingår i släktet Strychnos och familjen Loganiaceae. Inga underarter finns listade i Catalogue of Life.